# Izštekani (album, Elevators)
Izštekani je prvi album v živo slovenske zasedbe Elevators, ki je izšel leta 2012 pri Založbi kaset in plošč RTV Slovenija. Album je bil posnet 18. marca 2011, ko je skupina gostovala v oddaji Izštekani. Na koncertu so se skupini pridružile Josipa Lisac, Aphra Tesla in Tinkara Kovač, skupini pa sta pomagala še tolkalist Blaž Celarec in harmonikar Janez Dovč.

## Ozadje
»Bili smo seveda veseli, počaščeni, da nas je povabil, vedno je pa tisto vprašanje - naša glasba mogoče ni tako tipična za 'slačit' jo. Precej je tudi odvisna od teh zvokov, ki jih mi imamo, predvsem Davor, ki ima res paleto klaviatur in vseh možnih efektov, in ko potem to vzameš stran, kar ostane - klavir, akordi, ... vsa produkcija odpade. V prvem momentu se ti malo zatresejo tla pod nogami 'kako bomo pa to zdaj mi to?' /.../ 'dejmo mi to tretirat kot pesmi, ne kot neko produkcijo' in smo v praktično dveh vajah naredili skoraj vse aranžmaje oz. nastavili neke osnove za to in smo videli, da gre krasno to, da je tudi nam ustrezalo, da na drug način tretiramo te svoje skladbe«, je na vprašanje, kako se je skupina odzvala na povabilo Jureta Longyke, odgovoril Jani Hace.
»Ti, Izštekani naši, Elevators, so res izštekani. Gre samo za akustične inštrumente, kar ni zmeraj običajno v tej oddaji, mi smo se pa res lotili tega samo z akustičnimi inštrumenti«, je povedal Davor Klarič.

## Sprejem
Na spletni strani Rockline so v recenzijo albuma med drugim zapisali: “Odrezani od darežljivosti klasičnega snemalnega studia, ki bi jih nemara razvajal z mnogimi opcijskimi rešitvami manipulacije zvoka, so se Elevators tega dne znašli v okolju, kjer zgrešeni toni niso dovoljeni. Glavnino zvočne kulise gradi tako v takšni golo slečeni, akustični maniri Klaričev klavir, prav tako pa se loti glavnine vrtoglave solistične »roštiljade« prav Klaričeva igra in to dejstvo poglablja dotik elementa jazz glasbe, ki postaja na svojem domovanju v Studiu 14 mnogo bolj intenzivno, kot na obeh dosedanjih studijskih izdajah skupine. Sergej Ranđelovič implantira preko izdelka mojstrsko zgoščenost ritmičnih tekstur in interpretacija Elevators glasbe dobiva v tem oziru povsem novo pojavno dimenzijo. V njej ni le izdatneje poudarjena eksperimentalna jazz fusion plat, pač pa ta šegavo igriva ritmičnost služi, kot fiksir za izpostavljanje elementa svetovne glasbe. Kadar se to zgodi, odpelje Elevatorse največkrat v polja poudarjanja latino elementov. Te so  ujeti v Orao Javi se, Še je cejt (s »cigansko« solažo Robija Pikla), pa v zaključku – kot namiguje že naslov skladbe Brasilica, kot tudi v skladbi Polna luna.”

## Seznam skladb
Avtorji vse glasbe in aranžmajev so Elevators, razen kjer je posebej napisano. Avtor vseh besedil je Sergej Ranđelović, razen kjer je posebej napisano.
1. »Orao javi se (Oj, Sokole)«
2. »U.F.O. Race«
3. »Hišni ljubimec«
4. »Še je cejt«
5. »Mucek« (Aphra Tesla, Janez Dovč/Aphra Tesla)
6. »Prva pomoč«
7. »V aorto (počasi)«
8. »Živim po svome« (Jani Hace/Alka Vuica/Elvis Stanić)
9. »Skuoči, skuoči«
10. »Žulejne j krmpjir (hitro)«
11. »Polna luna«
12. »Na krilih ljubezni s Tinkaro« (Elevators/Davor Klarič)
13. »Brasilica«

## Osebje

### Elevators
- Davor Klarič – klavir, toy piano, ukulele, spremljevalni vokal
- Robi Pikl – akustična kitara, ukulele, vokal
- Jani Hace – bas ukulele, vokal
- Sergej Ranđelović-Runjoe – bobni, tolkala, vokal

### Gostje
- Blaž Celarec – tolkala (1-8, 11-13), bobni (9, 10)
- Janez Dovč – harmonika (9)
- Tinkara Kovač – vokal (12), flavta (11)
- Josipa Lisac – vokal (8)
- Aphra Tesla – vokal (5)

### Produkcija
- Radijski voditelj, avtor oddaje: Jure Longyka
- Asistent: Grega Peterka
- Tonska mojstra: Miran Kazafura, Aleks Vičič
- Asistenta: Aleks Pirkmajer, Cole Moretti
- Miks: Aleks Vičič
- Mastering: David Šuligoj, Aleks Vičič
- Fotografije: Alan Orlič Belšak
- Oblikovanje: Sašo Dornik